# Antony Beevor
Pour les articles homonymes, voir Beevor.
Antony Beevor est un historien britannique, né le 14 décembre 1946, ayant étudié au Winchester College et à l'Académie royale militaire de Sandhurst. Il suivit les cours d'un des plus célèbres historiens de la Seconde Guerre mondiale, John Keegan. Beevor est l'auteur de nombreux ouvrages portant notamment sur les batailles de la Seconde Guerre mondiale, mais aussi d'une importante histoire de la guerre d'Espagne qui fait référence, y compris en Espagne, ainsi que sur le XXe siècle en général.
En tant qu'ancien officier du 11e hussards au sein de l'Armée britannique, il a eu accès, pour Stalingrad comme pour Berlin, aux archives soviétiques, qui étaient inaccessibles jusqu'en 1991. Il a ainsi pu donner à l'histoire militaire et politique de la Seconde Guerre mondiale de nouvelles mises en perspectives.

## Aperçu biographique
Il est professeur invité des chaires d'histoire, de sciences de l'Antiquité et d'archéologie à l'université Birkbeck de Londres. Il est le descendant d'une longue lignée de femmes écrivains, fils de Carinthia « Kinta » Beevor (1911 - août 1995), elle-même fille de Lina Wakefield, et descendante de Lucie Duff-Gordon (auteur d'un carnet de voyage sur l'Égypte). Kinta Beevor est l'auteur de A Tuscan Childhood (une enfance toscane). Antony Beevor est marié à Artemis Cooper, elle-même écrivain, petite-fille de Lady Diana Cooper.
Ses travaux les plus connus, les bestsellers Stalingrad et La Chute de Berlin, 1945, font le récit des batailles de la Seconde Guerre mondiale opposant l'URSS et l'Allemagne. Ils ont été loués pour leur style vivant et précis et pour l'usage des archives soviétiques rendues nouvellement publiques.
Ses ouvrages parlent des atrocités commises des deux côtés, mais sont tout particulièrement remarquables pour leur étude quasi exhaustive des crimes moins connus commis par l'Armée rouge lors de son entrée en territoire allemand, y compris des pillages et du viol de plusieurs millions de femmes. Un autre de ses livres (moins connu chez les francophones car pas encore traduit) porte sur la Crète pendant la guerre : Crete: The Battle and the Resistance (Crète : la bataille et la résistance), pour lequel il reçut le prix Runciman.
Il publie en 2012 un ouvrage de plus de 850 pages consacré à la Seconde Guerre mondiale, The Second World War (La Seconde Guerre mondiale).

## Critiques à propos du livreLa Chute de Berlin
Berlin, The Downfall, 1945 (titre original) dut faire face à de fortes critiques en Russie et dans d'autres pays[Lesquels ?].
L'ambassadeur russe au Royaume-Uni dénonça l'ouvrage comme un « mensonge » et une « calomnie contre les hommes qui libérèrent le monde du nazisme ».
O.A. Rzheshevsky, professeur et président de l'association russe des historiens de la Seconde Guerre mondiale, a accusé Beevor de pratiquement ressusciter les points de vue racistes et discrédités des historiens néonazis, qui décrivirent en leur temps les troupes soviétiques comme des « hordes de sous-hommes asiatiques » :
« Les thèmes centraux de cet ouvrage — pas par la place qu'ils y occupent, mais par leur portée — sont vraiment les atrocités commises par les soldats et officiers soviétiques à l'encontre des populations allemandes, la résurrection de l'image des « hordes asiatiques », qui fut martelée dans l'esprit des Allemands par la propagande nazie, puis plus tard par un petit groupe d'historiens néonazis, desquels l'Allemagne s'est détournée depuis longtemps. La conclusion principale du livre, à partir de laquelle l'auteur mène la totalité de ses discussions au sujet des brutalités commises par les militaires soviétiques, et tout particulièrement les viols de femmes allemandes, est contenue tout entière dans ce passage : « L'image de soldats porteurs de torches enflammées au-dessus des visages de femmes se terrant dans un bunker, sélectionnant leurs victimes, est caractéristique de la totalité des armées soviétiques ayant opéré lors de la bataille de Berlin (p. 326) ». Le livre utilise les mots « semble être commune » et non « est caractéristique de ». »
Beevor à la fin du livre La Chute de Berlin (page 435) évoque une dernière fois les viols des soldats de l'Armée rouge : « Au total, au moins deux millions de femmes allemandes firent l’objet de violences sexuelles de la part des hommes de l’Armée rouge, et une bonne part d’entre elles eurent à subir des viols répétés. »
En 2018, les autorités ukrainiennes interdisent la commercialisation du livre Stalingrad en raison des passages du livre dédiés aux exécutions d'enfants par les nationalistes ukrainiens lors de l'occupation nazie. Cette décision s'inscrit dans le cadre d’une loi interdisant l’importation des livres au contenu « anti-ukrainien ». Antony Beevor  demande des excuses des autorités ukrainiennes et demande à l'ambassade de Kiev de revenir sur sa décision. Sur le site officiel du « comité d'expert », le traducteur ukrainien déclare que la traduction russe du livre présente des « différences significatives » par rapport à la traduction anglaise de Beevor, qui intitule d'une manière imprécise « deux bataillons de nationalistes ukrainiens » dans le massacre de Babi Yar.

## Publications

### Romans
En anglais :
- Violent Brink, Londres, John Murray, 1975
- For Reasons of State, Londres, Jonathan Cape, 1980
- The Faustian Pact, Londres, Jonathan Cape, 1983
- The Enchantment of Christina von Retzen, Londres, Weidenfeld and Nicolson, 1989

### Histoire
En anglais :
- The Spanish civil War, Londres, Orbis, 1982  (ISBN 9780141001487)
- Inside the British Army, Londres, Chatto Windus, 1990
- Crete : The Battle and the Resistance, Londres, John Murray, 1991  (ISBN 9780140167870)
- Paris after the Liberation : 1944-1949, Londres, coécrit avec sa femme, Artemis Cooper, 1994 ; rééd. révisée 2004
- Stalingrad, Londres, Viking, 1998  (ISBN 9780670870950), traduit dans 26 langues ; rééd. Penguin
- Berlin : The Downfall 1945, Londres, Penguin, 2002  (ISBN 9780670030415), (publié sous le titre The Fall of Berlin : 1945 aux États-Unis)
- The Mystery of Olga Chekhova, Londres, 2004  (ISBN 9780670033409)
- The Battle for Spain : The Spanish Civil War 1936-39, Londres, 2006  (ISBN 9780143037651) ; édition espagnole, 2005  (ISBN 9780143037651)
- D-Day : The Battle for Normandy, Londres, Penguin Books, 2009  (ISBN 9780670021192)
- The Second World War, Londres, Weidenfeld and Nicolson, 2012  (ISBN 9780316023740)
- Ardennes 1944 : Hitler's last Gamble, Londres, Viking, 2015  (ISBN 9780670918645)
- Arnhem : The Battle for the Bridges, 1944, Londres, Viking, 2018  (ISBN 9780241326763)

Il a édité :
- A Writer at War : Vasily Grossman with the Red Army 1941-1945, Vassili Grossman

Ouvrages collectifs :
- The British Army, Manpower and Society into the Twenty-First Century, Londres, Hew Strachan
- What Ifs ? of American History : Eminent Historians imagine what might have been, Antony Beevor and Caleb Carr, Londres, Robert Cowley, 2003. Collection d'essais uchroniques sur le Mayflower, la révolution américaine, la guerre de sécession, la seconde guerre mondiale, l'assassinat de Kennedy, le Watergate…

### Œuvre traduite en français
- Stalingrad, Paris, Fallois, 1999  (ISBN 978-225-315095-4)
- La Chute de Berlin (trad. Jean Bourdier), Paris, Fallois, 2002  (ISBN 978-287-706439-2)
- Paris libéré, Paris retrouvé : 1944-1949, livre écrit avec la participation d'Artemis Cooper[10],  (trad. Frank Straschitz), Paris, Perrin, 2004  (ISBN 978-270-289489-7)
- Le Mystère Olga Tchekhova, Paris, Calman-Lévy, 2005  (ISBN 978-270-213626-3)
- La Guerre d'Espagne, Paris, Calmann-Lévy, 2006, 680 p.  (ISBN 978-270-213719-2)[11]
- Carnets de Guerre : de Moscou à Berlin 1941-1945, extraits des carnets de Vassili Grossman, textes choisis et présentés par Antony Beevor et Luba Vinogradova, trad. de l'anglais et du russe par Catherine Astroff et Jacques Guiod, Paris, Calman-Lévy juin 2007, 390 p.  (ISBN 978-270-213766-6)
- D-Day et la bataille de Normandie, Paris, Calman-Lévy mai 2009, 636 p.  (ISBN 978-270-214016-1)
- La Seconde Guerre mondiale, Paris, Calmann-Lévy, 2012  (ISBN 978-2702143711), (The Second World War), 2012  (ISBN 978-0297844976)
- Ardennes 1944 : le va-tout d'Hitler, Paris, Calmann-Lévy, 2015, 542 p.
- Arnhem : la dernière victoire allemande, Paris, Calmann-Lévy, 2018, 550 p.
- Russie. Révolution et guerre civile 1917-1921, 2022, Calmann-Lévy, (ISBN 978-2253247654).

## Récompenses
Crete: The Battle and the Resistance
Prix Runciman (en), décerné par l'Anglo-Hellenic League.
Stalingrad
Prix Samuel Johnson
Wolfson History Prize
Prix Hawthornden 1999 dans la catégorie littérature
Berlin: The Downfall 1945
Longman-History Today Trustees' Award
The Battle for Spain: The Spanish Civil War 1936-39 (Édition espagnole)
La Vanguardia, prix dans la catégorie ouvrage historique